# Bulevar Rondeau
El bulevar Rondeau (boulevard General José Rondeau) es una avenida de doble mano, con pistas de baja y alta velocidad en el norte de la ciudad de Rosario, provincia de Santa Fe, Argentina.
Arranca como la continuación de la avenida Alberdi, haciendo un giro de 30°, en el comienzo del barrio Domingo Faustino Sarmiento, y corre en línea recta, casi paralelo al río Paraná (que se encuentra a unas seis cuadras), a lo largo del nornoroeste de la ciudad, atravesando el Barrio Alberdi y luego Barrio Celedonio Escalada. Finaliza en el nudo de la Avenida de Circunvalación, el acceso al Puente Rosario-Victoria y el inicio de la RN 11 o Avenida San Martín de la Ciudad de Granadero Baigorria, que indica además el límite municipal de Rosario con su ciudad conurbada de Granadero Baigorria.

## Denominación
El bulevar lleva el topónimo en honor del general José Rondeau (1773-1844), quien peleó en las guerras de la Independencia de Argentina y fue Director Supremo de las Provincias Unidas del Río de la Plata.

## Origen
El bulevar Rondeau sigue la línea de la Compañía Ferrocarril Santa Fe, establecida en 1888, que tenía una parada en ex «Pueblo Alberdi» (actual barrio Alberdi de Rosario).
Fue ensanchada y convertida en carretera durante la administración municipal (1958-1959) del intendente Luis Cándido Carballo, siguiendo un ambicioso y efectivo programa de obras públicas.

## Inicio
El bulevar arranca en la unión de la avenida Alberdi, la avenida Portugal y la calle Juan B. Justo, señalado por el busto de Lisandro de la Torre (del escultor rosarino Erminio Blotta).
Al final de la vía hay una estatua de la Virgen del Rosario, y señales de bienvenida para los visitantes que entran a Rosario desde el norte.